# Звенигородское городище
Звенигородское городище — памятник природы регионального (областного) значения Московской области, который включает ценный в экологическом, научном, культурном и эстетическом отношениях природно-антропогенный комплекс, а также природные объекты, нуждающиеся в особой охране для сохранения их естественного состояния:
- уникальную форму рельефа — останцовый холм водноледниковой равнины, окруженный эрозионными долинами, с сохранившимися фрагментами фортификационных сооружений древнего городища;
- родники;
- старовозрастные сосновые насаждения, склоновые леса;
- места произрастания редких и уязвимых видов растений.

Памятник природы основан в 1966 году. Местонахождение: Московская область, Одинцовский городской округ, город Звенигород, улица Городок, примыкает с севера к автомобильной дороге «Звенигород — Колюбакино — Нестерово». Общая площадь памятника природы составляет 7,35 га. Памятник природы имеет внешнюю и внутреннюю границы. Внешняя граница на западе и востоке идет по днищам балок, ограничивающим останцовый холм с городищем, на юге — по подножию крутого склона, обращенного к реке Москве, вдоль шоссе «Звенигород — Колюбакино — Нестерово»; на севере граница идет по тропе вдоль подножия склона. Внутренняя граница огибает существующие строения на вершинной поверхности останцового холма.

## Описание
Звенигородское городище, или «Звенигородский Городок» — это Кремль города Звенигорода Московского или древнее городище Звенигорода. Звенигород был основан, предположительно, Юрием Долгоруким в 1152 году, но впервые упоминается в духовной грамоте московского князя Ивана Даниловича Калиты в 1339 году: «А се даю сыну своему Ивану Звенигород». Город стал центром удельного княжества (существовало в 1339—1492) Ивана Ивановича, сына Калиты. В то время Звенигородский Городок был важным опорным пунктом на подступах к Москве.
Территория имеет высочайшую культурную ценность. Звенигородское городище («Городок») — является памятником археологии (объект культурного наследия) федерального значения. Датировка объекта — XII—XIV вв. Помимо этого на территории городка находятся ещё семь объектов культурного наследия, два из которых федерального значения (Успенский собор и колокольня-звонница).
Территория памятника природы расположена на левобережье реки Москвы в зоне примыкания к долине реки слабоволнистой моренно-водноледниковой равнины и включает останцовый холм водноледниковой равнины, ограниченный с запада и востока балками, с юга — долиной реки Москвы, с севера — естественным рубежом, который был углублен и окончательно оформлен во времена строительства земляных сооружений городища.
Для территории памятника природы характерно существенное колебание высот — порядка 37 м. Абсолютные высоты варьируют от 140 м над у.м. (подножие склона долины) на южной границе памятника природы до 177 м над у.м. (высота вершины насыпного вала) в северо-восточной части памятника природы.
Дочетвертичный фундамент территории сложен преимущественно верхнеюрскими черными глинами, местами с прослоями песков, а также среднекарбоновыми известняками с прослоями доломитов. Четвертичные отложения представлены комплексом слоистых водноледниковых отложений (пески, супеси, суглинки), местами перекрытых маломощными, сильно преобразованными покровными суглинками на пологих участках, дефлюкционными отложениями по склонам и пролювиальными отложениями по днищам балок.
Останец водноледниковой равнины ориентирован в юго-западном направлении и имеет длину порядка 300 м, ширину около 100 м. В северной части территории представлена плоская субгоризонтальная вершинная поверхность останца, расположенная на абсолютной высоте 167 м над у.м., южнее — пологонаклонная (до 3—4º) вершинная поверхность. По поверхности холма проходит улица Городок — грунтовая дорога, спускающаяся вниз с вершины останца и уходящая в северо-восточном направлении за пределы памятника природы. Северные, северо-восточные и восточные окраины вершинной поверхности останца опоясаны крупным насыпным валом высотой 8—10 м. Вал, созданный в качестве оборонительного укрепления, разделен улицей Городок на две части. Протяженность вала — 350 м, ширина — 50 м. Поверхности вала сложены легкими суглинками и среднезернистыми песками с мелкими каменистыми включениями. Бровка вала четкая, внешние склоны имеют крутизну до 30—45º (местами до 60º), внутренние — более пологие.
В центре вершинной поверхности останцового холма, вне границ памятника природы, находится территория собора Успения Пресвятой Богородицы и церкви Богоявления Господня, музеи и участки частной застройки.
Крутой (45—60º) и высокий (15—20 м) склон в южной части памятника природы включает склон останцового холма и левобережный склон долины реки Москвы к северу от автомобильной дороги «Звенигород — Колюбакино — Нестерово». Для склоновой поверхности характерен прямой поперечный профиль и наличие антропогенных псевдотеррас, оборудованных лестницами и площадками шириной 1—3 м, с твердым покрытием (для прохода и сбора родниковой воды).
Вдоль западной окраины памятника природы протягивается крупная балка шириной 200 м. Левый борт балки, входящий в территорию памятника природы, имеет высоту до 20 м и неровный ступенчатый поперечный профиль, осложненный структурными оползневыми террасами и мелкооползневыми телами. Крутизна борта балки — 30—40º.
Вдоль восточной окраины памятника природы залегает правый борт менее крупной балки (шириной 150 м). Крутизна склонов достигает здесь 30—45º (местами до 70º). Балка имеет плоское днище, современный эрозионный врез не выражен.
В северной части памятника природы внешние стенки насыпного вала образуют единый склон с бортами балок. Северный и северо-восточный склоны останцового холма имеют четкие и резкие бровку и тыловой шов. Крутизна склонов достигает 50—60º (местами до 70º), общая высота склонов — 20—25 м.
По периферии памятника природы разгружаются многочисленные родники, некоторые из которых оборудованы (каптированы) и часто посещаются рекреантами. В южной оконечности памятника природы в нижней части склона долины реки Москвы расположено два каптированных родника, более западный из них имеет высокую водность и регулярно используется людьми для сбора родниковой воды. В западной оконечности памятника природы в нижней части левого борта балки вскрывается значительное количество сочений и родников, три из которых каптированы. Водоносный горизонт выходит здесь на поверхность на уровне около 144 м над у.м. В местах сочений и на крутых, малозадернованных участках склонов встречаются небольшие стенки отрыва.
Основные современные естественные рельефообразующие процессы в границах памятника природы представлены эрозией и аккумуляцией постоянных и временных водотоков; склоновыми процессами (дефлюкцией, оползневыми и осыпными процессами). В современном рельефообразовании памятника природы, особенно его культурно-туристской части (плоская поверхность останцового холма), значительная роль принадлежит антропогенному фактору.
Вдоль западной границы памятника природы в днище балки в южном направлении протекает ручей Жерновка. Руслом водотока образован эрозионный врез шириной 1 м, глубиной 0,5 м. Дно ручья — песчаное. Общий поверхностный сток с территории памятника природы достигает русла реки Москвы.
Почвенный покров моренно-водноледниковой равнины представлен преимущественно агродерново-подзолистыми почвами и агродерново-подзолами. В днищах балок, в местах родников и сочений зафиксированы перегнойно-глеевые почвы.

### Флора и растительность
На территории памятника природы представлены участки разреженных сосновых разнотравно-злаковых сообществ, широколиственно-сосновых и сосново-широколиственных кустарниковых широкотравных и редкотравных склоновых лесов, сосново-широколиственных влажнотравных сообществ склонов оврагов с сочениями и родниками.
На склонах останца в пределах памятника природы имеются разреженные высокоствольные (до 30 м) сосновые насаждения 150-летнего возраста или отдельные сосны (диаметр стволов до 60 см). В травяном покрове здесь обильны лугово-лесные и луговые злаки (ежа сборная, вейник наземный, овсяница луговая, пырей ползучий, тимофеевка луговая, полевица тонкая, перловник поникший), сныть обыкновенная, купырь лесной, будра плющевидная, земляника обыкновенная, хатьма тюрингенская, герань луговая, а также сорные виды растений (яснотка белая, бодяк полевой, крапива двудомная, бородавник общий, пустырник пятилопастный, сердечник недотрога, горец вьюнковый, полынь обыкновенная, чистотел большой). Здесь растет фиалка душистая — частое растение старых парков (редкий и уязвимый вид растений, не включенный в Красную книгу Московской области, но нуждающийся на территории области в постоянном контроле и наблюдении).
Участок вершинной поверхности останца в окрестностях собора Успения Пресвятой Богородицы обсажен аллеями из старых лип (диаметр стволов 30—40 см) и занят сеяным косимым лугом с доминированием костреца безостого, ежи сборной и овсяницы луговой. Здесь растут также купырь лесной, дудник лесной, герань луговая, клевер гибридный, лапчатка гусиная, сныть обыкновенная, вьюнок полевой, борщевик сибирский.
На склонах насыпного вала в зависимости от экспозиции встречаются участки сосняков разреженных кустарниковых редкотравных и сосняков злаково-разнотравных с единичной примесью липы, вяза гладкого (диаметр стволов до 50—70 см), клёна платановидного или березы. Диаметр стволов сосен составляет от 25—45 до 60 см.
На затененных участках склонов в сосновых лесах выражен второй древесный ярус из липы и клёна. Кустарники представлены бересклетом бородавчатым, лещиной, крушиной ломкой, реже — калиной и малиной. В подросте присутствуют рябина, вяз и клён, реже — дуб. В травяном покрове сомкнутых древесных сообществ участвуют виды широколиственных лесов — копытень европейский, сныть обыкновенная, зеленчук жёлтый, яснотка крапчатая, чина весенняя, лютик кашубский, купена душистая, медуница неясная, звездчатка жестколистная, мятлик дубравный, в нижних частях склонов — пролесник многолетний, а также кислица обыкновенная, папоротники: щитовник мужской и кочедыжник женский и хвощ лесной. Все эти растения единичны и не образуют сомкнутого покрова. Местами встречается ландыш майский (редкий и уязвимый вид растений, не включенный в Красную книгу Московской области, но нуждающийся на территории области в постоянном контроле и наблюдении).
На светлых участках без кустарников травостой богат видами разнотравья. Здесь встречаются мятлик узколистный, овсяница красная, полевица тонкая, васильки луговой и шероховатый, смолка липкая, золотарник обыкновенный, клевер горный, ястребинка зонтичная, пижма обыкновенная, гвоздика Фишера, душица обыкновенная, вероника дубравная, зверобой продырявленный, репешок обыкновенный, первоцвет весенний, вероника широколистная, бедренец камнеломка, осоки соседняя и корневищная, ластовень обыкновенный, ястребинка зонтичная, полынь равнинная, лапчатка серебристая, люцерна серповидная, вьюнок полевой, икотник серо-зеленый, чернокорень лекарственный, фиалка опушенная и др. В нарушенных местообитаниях имеются группы иван-чая, одичавшей многолетней астры иволистной, чистотела и купыря лесного.
Вдоль вершинной части насыпного вала растут отдельные старые высокие сосны, единичные кусты бересклета бородавчатого, шиповника, клён ясенелистный и декоративный кустарник — кизильник блестящий. Здесь встречается колокольчик персиколистный — редкий и уязвимый вид растений, не включенный в Красную книгу Московской области, но нуждающийся на территории области в постоянном контроле и наблюдении, вейник тростниковидный, заросли шиповника, кустики ирги овальной.
В полосе тенистого сосново-липового леса на правом борту восточной балки доминируют виды дубравного широкотравья — сныть и копытень европейский. Изредка растут зеленчук жёлтый, гравилат городской, яснотка крапчатая и лютик кашубский, встречаются щитовники мужской и картузианский, овсяница гигантская, вербейник монетчатый. Весной здесь обильны эфемероиды — хохлатка плотная, гусиный лук жёлтый и ветреница лютиковая, массово цветет фиалка душистая. Диаметр стволов отдельных сосен составляет 70 см, в подросте — клён, черемуха, рябина и липа.
В широком днище балки, ограничивающей останец с востока, растут таволга вязолистная, крапива двудомная, вербейник монетчатый, герань луговая, недотрога железистая, кочедыжник женский, лютик ползучий, мягковолосник водяной, гравилат речной, пырейник собачий.
Северо-западный склон останца изобилует родниками. На склоне встречаются кроме единичных сосен клён платановидный, береза, ольха серая, в нижней части склона обильна черёмуха. Здесь много влаголюбивых видов растений: таволги вязолистной, кипрея волосистого и розового, камыша лесного, сердечника горького, незабудки болотной, недотроги железистой и обыкновенной, овсяницы гигантской; отмечены пырейник собачий, подмаренник цепкий, яснотка крапчатая, мягковолосник водяной, кочедыжник женский, чесночница черешковая, местами — заросли крапивы двудомной, двукисточника тростниковидного, костреца безостого, хвоща лугового, бутеня душистого. Редко встречается хвощ зимующий и хмель.
В днище западной балки, где протекает ручей Жерновка, встречаются ольха серая, ива ломкая (диаметр стволов до 50 см, часть старых деревьев погибла), черёмуха, малина, крапива двудомная, череда трёхраздельная, камыш лесной, манник плавающий, селезёночник супротиволистный, чистяк весенний, сердечник горький, гравилат речной, незабудка болотная, лютик ползучий.

### Фауна
Несмотря на общую фрагментированность местообитаний, небольшую площадь и высокую рекреационную нагрузку на территорию памятника природы, его животный мир отличается довольно высоким видовым богатством для лесных сообществ средней полосы России. Отмечено обитание 64 видов позвоночных животных, в том числе четырёх видов амфибий, одного вида рептилий, 46 видов птиц и 13 видов млекопитающих.
Основу фаунистического комплекса наземных позвоночных животных составляют виды, характерные для хвойных (сосновых) и хвойно-широколиственных лесов центральной России. Абсолютно доминируют виды, экологически связанные с древесно-кустарниковой растительностью. Лугово-полевые виды представлены здесь в значительно меньшей степени, также как и обитатели водно-болотных угодий, которые только изредка заходят на территорию памятника из долины реки Москвы. Окружение памятника природы определяет довольно значительную долю синантропных видов в составе его фауны.
В населении позвоночных животных памятника природы преобладает лесная зооформация, характерная для рекреационно используемых высокоствольных сосновых и сосново-широколиственных лесов Подмосковья. Население млекопитающих лесной формации включает обыкновенного ежа, крота, обыкновенную бурозубку, рыжую полевку, лесную и полевую мышь, встречается горностай. По современному эрозионному врезу с ручьем Жерновкой в западную балку из поймы Москвы-реки заходит американская норка, из примыкающих лесов — заяц-беляк и лисица. Основу населения птиц здесь составляют большой пёстрый дятел, лесной конёк, сойка, ворон, славка-черноголовка, пеночки теньковка и весничка, серая мухоловка, зарянка, рябинник, певчий дрозд, большая синица, пухляк, обыкновенный поползень, зяблик, чиж, обыкновенная зеленушка, щегол, зимой — обыкновенный снегирь. По склонам и влажному днищу балок с обилием лиственных деревьев и кустарников встречаются малый пёстрый дятел, садовая и болотная камышовки, садовая славка, пеночка-трещотка, обыкновенный соловей, чёрный дрозд, мухоловка-пеструшка, лазоревка, обыкновенная чечевица. В поисках корма из примыкающих лесных массивов регулярно залетают канюк, перепелятник, чеглок, а из долины реки Москвы — сизая чайка.
К сомкнутым лесным насаждениям по склонам приурочены встречи серой жабы, травяной и остромордой лягушек, живородящей ящерицы; у ручья Жерновки встречаются молодые озёрные лягушки.
Открытые местообитания, представленные сеяным лугом в центральной части территории памятника природы, несмотря на значительные размеры, практически не имеют собственной специфической фауны, кроме серой полевки. В основном здесь встречаются опушечные виды (сорока, серая ворона, скворец, серая славка, обыкновенная овсянка). В качестве кормовых угодий луг используют многие лесные виды, хищные птицы, а также большинство синантропных видов животных, связанных со строениями человека, имеющимися на территории памятника природы или по его периферии (домовая мышь, серая крыса, чёрный стриж, сизый голубь, деревенская ласточка, воронок, белая трясогузка, галка, полевой воробей).
Относительно высокая доля синантропных видов в составе животного населения характеризует значительное влияние вплотную примыкающих селитебных территорий города Звенигорода. При этом некоторые характерные спутники человека при наличии благоприятных условий все глубже проникают в природную среду. В качестве примера можно привести серых крыс, заселяющих стихийные свалки на окраинах памятника природы, бродячих домашних собак и кошек.

## Объекты особой охраны памятника природы
Ценный в экологическом, научном, культурном и эстетическом отношении природно-антропогенный объект: останцовый холм водноледниковой равнины на левом берегу реки Москвы, окруженный крупными эрозионными формами — балками, с сохранившимися фрагментами фортификационных сооружений древнего городища.
Охраняемые природные комплексы: разреженные сосновые разнотравно-злаковые сообщества склонов, широколиственно-сосновые и сосново-широколиственные кустарниковые широкотравные и редкотравные склоновые леса, сосново-широколиственные влажнотравные сообщества склонов оврагов с сочениями и родниками.
Отдельные природные объекты: родники.
Охраняемые в Московской области, а также иные редкие и уязвимые виды растений (виды, являющиеся редкими и уязвимыми таксонами, не включенные в Красную книгу Московской области, но нуждающиеся на территории области в постоянном контроле и наблюдении): фиалка душистая, колокольчик персиколистный, ландыш майский.